# António Manuel Ricoca Freire
António Manuel Ricoca Freire CvIH • GCM • (Lisboa, 25 de dezembro de 1954), diplomata português, foi cônsul-geral em Joanesburgo e embaixador de Portugal em Bissau, Pretória, Botswana, União das Comores, Lesoto, Berna (Suíça) e Liechtenstein, tendo ainda estado colocado nas embaixadas de Portugal em Luanda e Washington e na representação permanente de Portugal junto da Organização das Nações Unidas, em Nova Iorque. Desempenhou ainda, entre outros cargos, as funções de diretor dos serviços da África subsariana, subdiretor-geral da política externa (assuntos multilaterais) e representante especial para a região do Sahel. 

## Carreira diplomática
- Licenciado em Direito (pré-Bolonha) pela Faculdade de Direito da Universidade de Lisboa, foi aprovado no concurso de admissão aos lugares de adido de embaixada, aberto, pelo Ministério dos Negócios Estrangeiros (Portugal), em 18 de março de 1983; [1]
- adido de embaixada, na Secretaria de Estado, em 12 de março de 1984; [1]
- terceiro-secretário de embaixada, em 27 de outubro de 1986; [1]
- segundo-secretário de embaixada, em 15 de abril de 1987; [1]
- na Embaixada de Portugal em Luanda, em 23 de setembro do mesmo ano; [1]
- na situação de licença sem vencimento de longa duração, de 25 de agosto de 1990 a 31 de março de 1992, data em que regressou ao serviço na Secretaria de Estado; [1]
- chefe de divisão da assessoria jurídica da direção-geral da cooperação, em 12 de janeiro de 1993; [1]
- chefe de divisão da direção de serviços da África subsariana da direção-geral das relações bilaterais, em 1 de março de 1994; [1]
- adjunto do gabinete do secretário de Estado da cooperação, em janeiro de 1995; [1]
- na missão permanente de Portugal junto da Organização das Nações Unidas, em Nova Iorque, em 12 de setembro de 1995. [1] Sendo, em 1996, encarregado de negócios interino na ausência do embaixador Pedro Catarino; [2]
- conselheiro de embaixada, em 2 de agosto de 1996; [1]
- na Embaixada de Portugal em Washington, em 3 de dezembro de 1998; [1]
- Cônsul-geral em Joanesburgo, em 19 de Março de 2003; [1]
- diretor dos serviços da África subsariana, da direção-geral das relações bilaterais, em 4 de outubro de 2004; [3]
- subdiretor-geral da política externa (assuntos multilaterais), em 4 de dezembro de 2006; [3]
- ministro plenipotenciário de 2.ª classe, em 7 de dezembro de 2007; [3]
- na Embaixada de Portugal em Bissau, com credenciais de embaixador, de 3 de março de 2009  a 13 de julho de 2012; [3][4][5][6][7][8][9][10]
- em 2010, presidiu à Missão da CPLP (Comunidade dos Países de Língua Portuguesa) na Guiné-Bissau; [11]
- ministro plenipotenciário de 1.ª classe, em 7 de dezembro de 2010; [3]
- na Embaixada de Portugal em Pretória, com credenciais de embaixador, de 14 de julho de 2012 a 1 de novembro de 2017, acreditado simultaneamente como embaixador não-residente no Botswana, União das Comores e Reino do Lesoto; [3][12][13][14][15][16][17][18][19]
- Embaixador, em 26 de dezembro de 2014; [3]
- na Secretaria de Estado, em 4 de novembro de 2017; [3]
- Embaixador de Portugal em Berna, (Suíça), de 4 de dezembro de 2017 a 25 de junho de 2021; acreditado simultaneamente como embaixador não-residente no Liechtenstein; [3][20][21][22][23][24][25][26][27][28][29] No desempenho da função de embaixador de Portugal na Suíça e na África do Sul, dedicou especial atenção quer à diplomacia económica, em articulação com o AICEP (Agência para o Investimento e Comércio Externo de Portugal), quer ao ensino e divulgação da língua portuguesa, na confederação helvética em articulação com a coordenação do ensino do português e na África do Sul com o Instituto Camões, sendo criado o leitorado de português na Universidade de Pretória, bem como se interessou e incentivou as atividades culturais e socioprofissionais das comunidades portuguesas radicadas nesses países. [30][31][32]
- em 11 de novembro de 2021, foi designado para, na qualidade de representante especial, acompanhar a evolução política, económica, social e de segurança no conjunto dos países da região do Sahel. [3]

## Atividade nas Nações Unidas
- integrou a delegação de Portugal às 51ª (1996), 52ª (1997) e 53ª (1998) sessões da Assembleia Geral das Nações Unidas, Nova Iorque; [33][34][35]

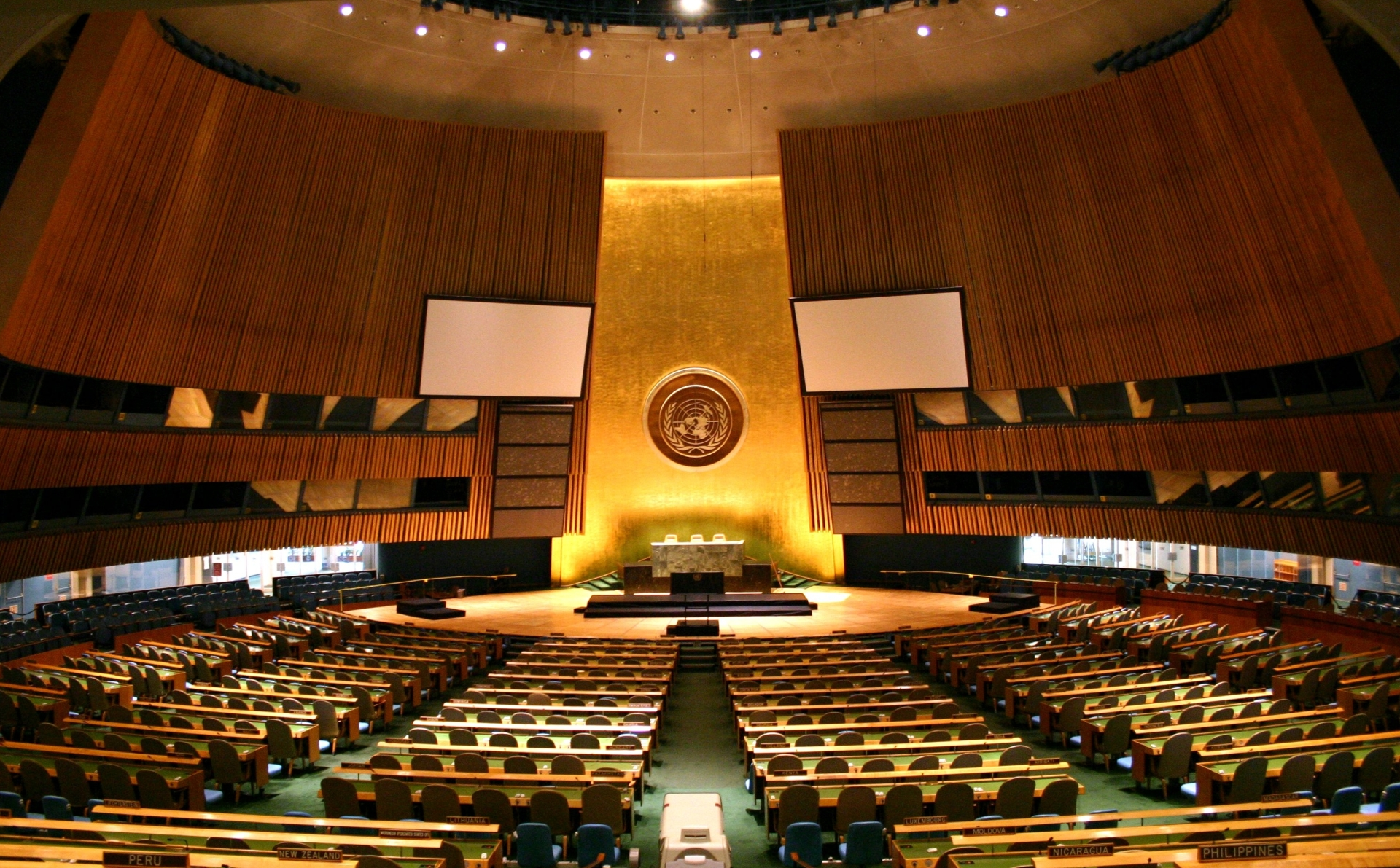
A Assembleia Geral das Nações Unidas é localizada na sede da organização, em Nova Iorque

- em 26 de julho de 1996, discursou nas Nações Unidas em Nova Iorque, no contexto da implementação da declaração sobre a concessão de independência aos países e povos coloniais pelas agências especializadas e pelas instituições internacionais associadas às Nações Unidas; [36]
- no biénio de 1997-1998, integrou a equipa que assegurou o mandato de Portugal enquanto membro do Conselho de Segurança das Nações Unidas e durante as duas presidências portuguesas daquele órgão (abril de 1997 e junho de 1998); [37]

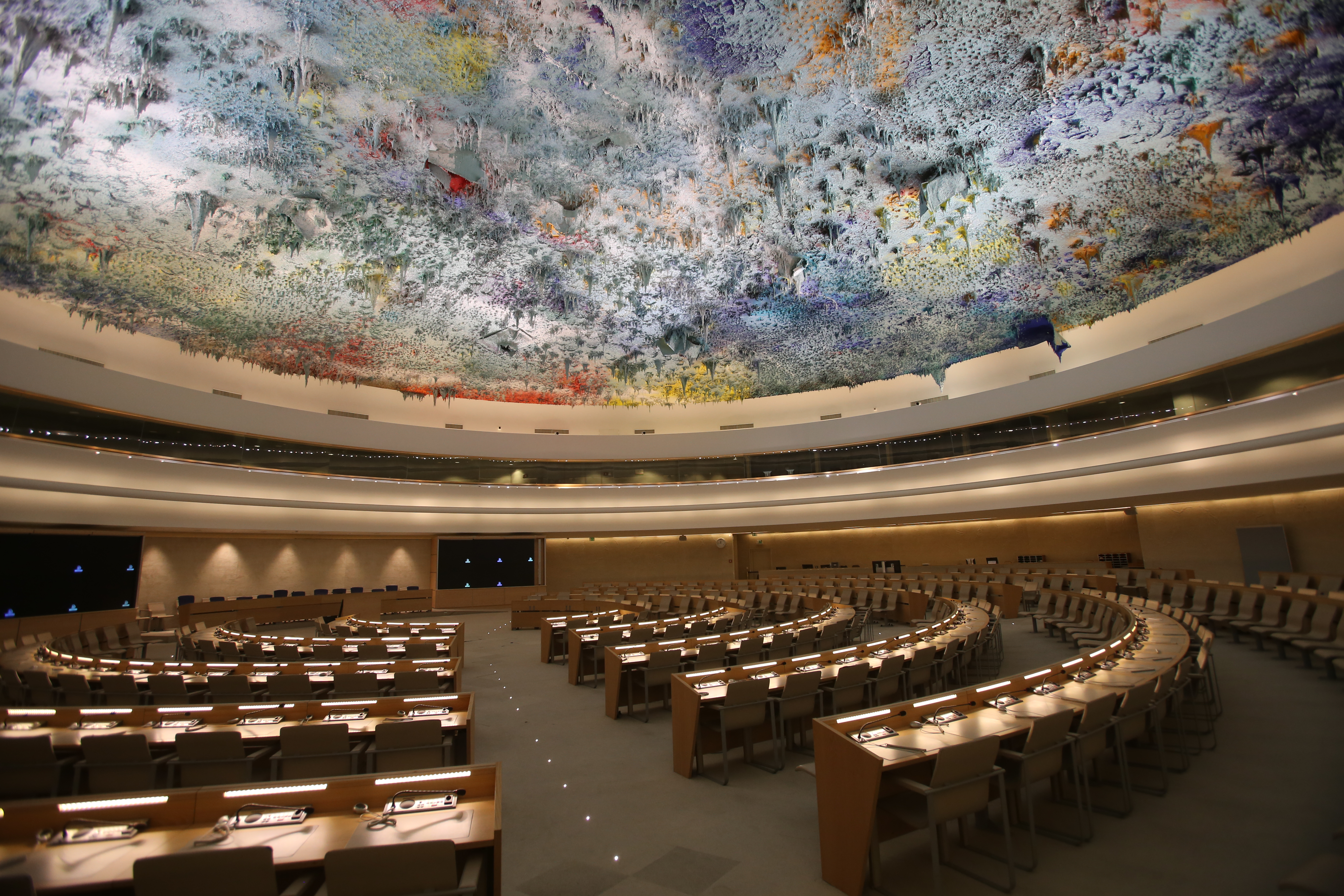
Sala usada pela Comissão das Nações Unidas para os Direitos Humanos, no Palácio das Nações em Genebra, Suíça

- integrou, em Genebra, a delegação de Portugal à 52ª (1996), 54ª (1998) e 55ª (1999) sessões da Comissão das Nações Unidas para os Direitos Humanos (desde 2006, Conselho de Direitos Humanos das Nações Unidas); [38][39][40]

## Reconhecimentos

### Ordens honoríficas de Portugal
Foi agraciado, pelo presidente da República Portuguesa, com as seguintes condecorações: 

- Cavaleiro da Ordem do Infante D. Henrique (2 de junho de 1987) [41]
- Grã-cruz da Ordem do Mérito; (18 de março de 2009) [41]

### Outras distinções
- em dezembro de 2018, a «Confraria de saberes e sabores de Portugal em Zurique» (Suíça) entronizou-o com o título de Comendador. [42]
- foi distinguido pela «Associação dos graduados portugueses na Suíça» (AGRAPS), como seu membro honorário, «pelas suas contribuições ao desenvolvimento e internacionalização da ciência, academia e indústria portuguesas e pelo incentivo ao associativismo da nova diáspora». [43]